# 高多佛
高多佛，渤海国大臣，高氏。
渤海康王大嵩璘正历十五年（唐宪宗元和四年、日本大同四年、809年）十月，随和部少卿高南容出使日本。永德元年（810年），没有跟随正使高南容归国，留在越前国，教日本人学渤海语。后赐姓高庭氏，名高雄，于是定籍日本，子孙以高庭为氏。